# 藤井風
藤井 風（ふじい かぜ、Fujii Kaze、1997年〈平成9年〉6月14日 - ）は、シンガーソングライター、ピアニストとして日本を代表するアーティスト。本名同じ。岡山県浅口郡里庄町出身。

## 来歴

### 2018年以前：幼少期とYouTubeでの活動
岡山県浅口郡里庄町にて、4人兄弟姉妹の末っ子として生まれる。3歳よりピアノを習い始め、ジャズ・クラシック・ポップス・歌謡曲・演歌など、多様なジャンルの音楽に触れる。
小学校卒業前に「これからはYouTubeの時代」という父の直感で、2010年1月1日（当時12歳）より、実家の喫茶店（現在は閉店）にて撮影したピアノ演奏を、YouTubeへの投稿を始める。クラシックからJ-POP、洋楽など、様々な楽曲を耳コピ・アレンジしており、特に、2012年に投稿された「「千本桜」を中学生がピアノで弾いてみたら・・・」などの動画で、再生回数を獲得した。
また、ピアノだけでなく、エレクトーンやサックス演奏も堪能であり、2012年には「ムーン・リバー」エレクトーン演奏動画、チャーリー・パーカー「ドナ・リー」サックス演奏動画を投稿している。本チャンネルは、デビュー後も公式チャンネルとして引き継がれており、デビュー前の動画も視聴可能となっている。また、実兄でピアノ・トランペット奏者である藤井空との共同チャンネル「solakaze」には、昭和歌謡をアレンジした演奏動画が投稿されている。
中学校卒業後、岡山県立岡山城東高等学校音楽学類に入学し、音楽漬けの日々を送っていたという。高校時代は、動画投稿は休止していたが、卒業と同時に、自ら動画投稿を再開。2017年8月、テイラー・スウィフト「Look What You Made Me Do」カバー動画にて、初めて歌声を披露する。以降は、ピアノ弾き語りの動画がメインとなり、特に、2018年に投稿された「アダルトちびまる子さん」では「おどるポンポコリン」をジャジーにアレンジし、再生回数を獲得した。
また、動画投稿の一方で「愛のチャリティーコンサート」（2017年2月27日、倉敷国際ホテル）や「第51回経大祭」（2018年10月21日、広島経済大学）など、様々なコンサートやイベントに出演。2018年9月には、西日本豪雨復興支援ソング「祈りそして願う」を、同じく岡山県出身の歌手・千里-chisato- とのコラボレーション名義でリリース。
2017年末頃、ディスクガレージの河津知典が、当時担当していたアーティストより愛好していた藤井の動画を紹介され、そこに強烈なインスピレーションを受けたことにより、2018年夏、藤井の実家の喫茶店へと直接赴き、メジャーデビュー契約を求めた。藤井は当時、複数のレーベルよりオファーを受けており、両親にも「東京に出なくていい」と言われ育っていたが、河津の情熱に両親共々心を打たれ、契約へと至った。

### 2019年・2020年：メジャーデビュー、1stアルバム『HELP EVER HURT NEVER』
2019年2月、上京し、5月には、ニューヨークに「武者修行の旅」に出る。ニューヨークでは、英語で自ら交渉し、飛び込みで弾き語りなどを行った。帰国後は、全国のサーキットイベントや大型フェスに出演。
7月には、自身初のワンマンライブ「Fujii Kaze "JAZZ&PIANO" The First」を開催。オリジナル曲リリース前にもかかわらず、追加公演を含めた全公演のチケットが完売した。これが反響を呼び、7月27日には『藤井風のオールナイトニッポン0 (ZERO)』（ニッポン放送）生放送が実現。ラジオ初出演にして、冠番組を担当することとなった。番組では、リスナーからの生演奏リクエストにも即座に対応するなど、好評を博し、本番組には、翌年にかけて計3回出演した。
11月17日にLINE CUBE SHIBUYA（渋谷公会堂）にて開催されたワンマンライブも、デビュー前にもかかわらず、チケットは即日完売となった。翌日11月18日、初のオリジナル曲「何なんw」をデビューシングルとしてHEHN RECORDS / UNIVERSAL SIGMAよりリリース。この時点で、公式YouTubeチャンネルの登録者数は14万人を超え、総再生回数は2,500万回を超えた。12月24日には、2nd配信シングル「もうええわ」をリリース。なお、公式サイトによると、藤井の正式なメジャーデビュー日は「何なんw」ミュージックビデオが、公式YouTubeチャンネルに公開された2020年1月24日とされている。
2020年1月17日、Spotifyが本年の躍進を期待するアーティスト「Early Noise 2020」に選出。4月14日には、収録曲「優しさ」を先行リリース。本楽曲は、藤井が初めてレコーディングを行ったオリジナル曲である。5月15日には、収録曲「キリがないから」を先行リリース。
5月18日、YouTubeが世界の気鋭を紹介する「Artist on the Rise」に、日本人アーティストとして初めて選出された。6月には、ライブツアー「Fujii Kaze "NAN-NAN SHOW 2020"」がスタート予定であり、既にチケットは完売し、追加公演も決定していた状況であったが、新型コロナウイルス感染拡大により、全公演が中止となった。これを受け、公式YouTubeチャンネルでのピアノ弾き語り生配信が急遽決定。4月26日に行われた生配信では、約20,000人が同時視聴するなど、好評を博し、5月6日にもピアノ弾き語り生配信が行われた。

#### 『HELP EVER HURT NEVER』
5月20日、1stアルバム『HELP EVER HURT NEVER』をHEHN RECORDS / UNIVERSAL SIGMAよりリリース。なお、リリース前の5月18日、公式YouTubeチャンネルにてアルバム先行視聴生配信「"HELP EVER HURT NEVER" Listening Party」を行った。
アルバムタイトル「HELP EVER HURT NEVER」は「常に助け、決して傷つけない」の意で、藤井が父より教えられ、普段から当たり前に思っていた概念であり「これに全てのことが集約されている」と、コアメッセージとして掲げた。レーベル「HEHN RECORDS」も、この言葉の頭文字から取られている。本アルバムは、Billboard JAPAN総合アルバムチャート「Hot Albums」で総合1位を獲得、6月1日付のオリコン週間デジタルアルバムランキングにおいても、1位を獲得した。
7月には、無料招待ライブ「Fujii Kaze "JAZZ & PIANO 2020"」を開催。100名限定で開催された本公演は、アルバム封入のシリアルナンバーで応募することができ、東京・大阪公演とも、コロナ禍の状況を踏まえ、50人ずつ観客を入れ替える2部制で行われた。
9月22日には、本アルバムに収録された「帰ろう」で表現された死生観が、コロナ禍で多くの人の共感を生んだとして『報道ステーション』（テレビ朝日系）の特集に出演した。
9月23日、本アルバムのアナログレコード盤が、数量生産限定でリリースされたほか、9月30日には、藤井が監修した「オフィシャル・ピアノスコア 藤井 風「HELP EVER HURT NEVER」」をシンコーミュージックより出版した。本スコアは、アルバム収録の全11曲に加え、ボーナススコアとして、洋楽ピアノカバー3曲を、藤井自らがピアノソロ向けとピアノ弾き語り向けの2形態で編曲を施しているほか、冒頭には、藤井による各楽曲の演奏アドバイスも掲載されている。
10月29日、自身初の日本武道館公演「Fujii Kaze "NAN-NAN SHOW 2020" HELP EVER HURT NEVER」を開催。本公演は、新型コロナウイルス感染拡大防止のため、2部制、全スタッフ・来場者共に、完全マスク着用、私語・歓声厳禁で開催された。また同日、公式アプリ「Fujii Kaze」がリリースされた。本公演が収録された映像作品は、翌年4月21日にリリースされ、オリコンにて1位を獲得。1st音楽映像作品での1位獲得は、男性ソロアーティストとして史上初であり、2022年3月3日には「第14回CDショップ大賞2022」において「ライヴ作品賞」を受賞した。
翌日10月30日、武道館公演で初披露された新曲「へでもねーよ」「青春病」の2曲が、3rd・4th配信シングルとして同時リリースされた。また同日、年間の優れたミュージックビデオを表彰する音楽アワード「MTV VMAJ 2020」において「何なんw」ミュージックビデオが「最優秀R&Bビデオ賞／Best R&B Video」を受賞。12月6日には「2020 Mnet ASIAN MUSIC AWARDS」において、自身初の海外での表彰となる「Best New Asian Artist Japan」を受賞した。
12月25日より、自身初となる全国ホールツアー「Fujii Kaze "HELP EVER HALL TOUR"」をスタート。翌年1月末にかけて、11都市全12公演を開催した。

### 2021年：無観客ライブ「Fujii Kaze "Free" Live 2021 at NISSAN stadium」、NHK紅白歌合戦初出場
1月、テレビ朝日系連続ドラマ『にじいろカルテ』主題歌として「旅路」を書き下ろした。自身初のタイアップとなる本楽曲は、3月1日、5th配信シングルとしてリリースされ、同日、自身初のテレビ生出演となった『報道ステーション』で、本楽曲をピアノ生演奏・弾き語りで披露。また、本楽曲は、オリコン週間デジタルシングルランキングにおいて、初登場1位を獲得。本ランキングでは、自身初となる1位獲得となった。
3月8日に開催された「SPACE SHOWER MUSIC AWARDS 2021」において「BEST BREAKTHROUGH ARTIST（最も活躍した新人アーティストに授与される賞）」を受賞。また「青春病」ミュージックビデオが「BEST CONCEPTUAL VIDEO（コンセプトが最も優れたミュージックビデオに授与される賞）」を受賞。これに伴い、スペースシャワーTVにて放送された番組において「青春病」のピアノ生演奏・弾き語りが披露された。
3月10日には「第33回ミュージック・ペンクラブ音楽賞」において「《ポピュラー》新人賞」を受賞。さらに、3月23日には「第13回CDショップ大賞2021」において『HELP EVER HURT NEVER』が「大賞受賞作品＜青＞」と「中国ブロック賞」を受賞した。

#### 「きらり」のチャート躍進
4月22日、同日にフルモデルチェンジしたHonda・VEZELの新CMに「きらり」を書き下ろし、5月3日、6th配信シングルとしてリリース。本楽曲のミュージックビデオでは、藤井の希望で初挑戦したというダンスやバイクシーンが取り入れられている。
本楽曲は、8月にストリーミング累計再生回数1億回を突破、藤井の認知度を高めることとなった。2024年3月には、ストリーミング累計再生回数5億回を突破した。翌年1月14日には、藤井本人と本楽曲のアレンジを手がけたYaffleに加え、アジアの4都市からリミキサーが参加したリミックスEP『Kirari Remixes (Asia Edition)』を配信リリースした。
5月20日、1stアルバム『HELP EVER HURT NEVER』リリース1周年を記念して、初回盤に特典として付属した洋楽ピアノカバー11曲が収録されたボーナスディスク『HELP EVER HURT COVER』が復刻リリースされた。これに併せて、アナログレコード盤も再販（抽選による数量生産限定）された。
8月には「GQ」史上初の世界共通特集「地球上でもっともエキサイティングな若きミュージシャン21人」に、日本代表として選出された。
9月4日、神奈川・日産スタジアムにて無観客生中継ライブ「Fujii Kaze "Free" Live 2021 at NISSAN stadium」を開催。本公演は、公式YouTubeチャンネルやラジオにて無料配信され、約18万人が同時視聴、世界トレンド1位を記録。また同日、本公演で初披露された新曲「燃えよ」が、7th配信シングルとしてリリースされた。
10月3日、音楽番組初出演となった『関ジャム 完全燃SHOW』（テレビ朝日系）では、本公演の模様が放送され、10月14日には、本公演が特集された『NHK MUSIC SPECIAL「藤井 風 －届け、世界へ－」』（NHK総合）が放送された。10月24日には、Google Pixelとのコラボレーション企画として、全編Google Pixel 6で撮影された「燃えよ」ミュージックビデオが公開され、同日、民放テレビ5局で順にオンエアされる「STEP CM」（全5本の30秒CMを合わせて、一編の150秒CMとなる）がオンエアされた。
10月から11月にかけて、アリーナツアー「Fujii Kaze "HELP EVER ARENA TOUR"」を開催。なお、国立代々木競技場第一体育館でのファイナル公演を収録した映像作品が、翌年6月14日にリリースされ、前作に続き、2作連続での1位を獲得した。1st音楽映像作品から2作連続での1位獲得はソロアーティスト史上初である。
12月24日、第72回NHK紅白歌合戦への初出場が決定、当日は白組として出場した。岡山の実家で収録した「きらり」の披露後、会場である東京国際フォーラムにサプライズで登場し「燃えよ」をピアノ弾き語りで披露した。また、大トリでは、藤井が初めて他アーティストに提供した楽曲「Higher Love」をMISIAが歌唱、藤井はピアノ伴奏とコーラスを務めた。

### 2022年：2ndアルバム『LOVE ALL SERVE ALL』、自身初のスタジアムライブ「Fujii Kaze LOVE ALL SERVE ALL STADIUM LIVE」
3月15日、文化庁主催の芸術分野の優れた活動を顕彰する「芸術選奨文部科学大臣新人賞」（授賞式は都内にて）を受賞した。また同日「SPACE SHOWER MUSIC AWARDS 2022」において「BEST SOLO ARTIST」「BEST CONCEPTUAL LIVE」、そして音楽ファンの一般投票で選ばれる「PEOPLE'S CHOICE」を受賞した。
3月23日、2ndアルバム『LOVE ALL SERVE ALL』をリリース。なお、リリース前の3月20日、リード曲「まつり」をミュージックビデオ公開と同時に先行リリースしたほか、翌日3月21日には、公式YouTubeチャンネルにてアルバム先行視聴生配信「"LOVE ALL SERVE ALL" Listening Party」、およびYouTube Premiumにおいて「"LASA Listening YouTube Premium Afterparty"」を行った。本アルバムは「第15回CDショップ大賞2023」において「大賞受賞作品＜赤＞」を受賞した。
本アルバムは、Billboard JAPAN週間アルバムセールスチャート「Top Albums Sales」において、初動3日間で118,692枚、当週142,921枚を売り上げ、2位と11万枚以上の差をつけ、1位を獲得。オリコンの週間アルバムランキングにおいても、自身初となる1位を獲得（初週売上14.4万枚）。オリコンの週間デジタルアルバムランキングにおいても、1位になった（10,028DL）。また、同日発表されたBillboard JAPAN総合アルバムチャート「Hot Albums」においても、総合1位を獲得し、先立って発表されたCDセールス1位（初週売上142,921枚）に加え、ルックアップとダウンロード（9,675DL）においても共に1位となったことで「Hot Albums」の構成3指標全てで首位となり、3冠を達成したことになる。
9月30日、本アルバムに収録された「damn」が、8th配信シングルとしてリリースされ、同日、ミュージックビデオが公式YouTubeチャンネルに公開された。10月14日には「MTV VMAJ 2022」において、本楽曲のミュージックビデオが「最優秀視覚効果賞／Best Visual Effects」を受賞。
本アルバムは、前作に引き続き、10月26日に数量生産限定でアナログレコード盤がリリースされ、2023年2月17日には、本アルバムの初回盤に特典として付属した洋楽ピアノカバー11曲が収録されたボーナスディスク『LOVE ALL COVER ALL』が配信リリースされた。
3月30日には「オフィシャル・ピアノスコア 藤井 風「LOVE ALL SERVE ALL」」をシンコーミュージックより出版した。本スコアは、前作同様、アルバム収録の11曲に加え、ボーナススコアとして、洋楽ピアノカバー3曲が収録されたほか、巻頭には、本人による演奏アドバイスも掲載されている。

#### 「死ぬのがいいわ」のグローバルヒット
7月下旬、TikTokを通じて、1stアルバム『HELP EVER HURT NEVER』収録曲「死ぬのがいいわ」のタイでの人気が高まり、7月30日には、Spotifyにおけるタイの国内バイラルチャートにおいて、1位を獲得した。これを受け、8月23日、本楽曲の武道館公演の映像が公式YouTubeチャンネルに公開され、世界各国からコメントが寄せられた。
9月7日には、Spotifyのグローバルデイリーバイラルチャートで、最高位となる4位を記録。9月17日付のデイリーバイラルチャートでは、国別チャートが公表されている世界73か国全てにチャートイン。以降、10月3日付まで連続で73か国チャートインを達成した。デイリーバイラルチャート1位を獲得した国は23か国（タイ・インドネシア・ベトナム・韓国などのアジア諸国だけでなく、イギリスやフランスなどのヨーロッパ諸国、カナダ・ブラジル・エジプトなども含まれる。アメリカでは最高2位）であり、世界中に反響を巻き起こした。
また、グローバルチャート「Daily Top Songs Global」にも159位で初登場し、11月13日付では、最高位の57位に達した。11月4日には、Spotifyにおける本楽曲の累計再生回数が1億回を突破、2023年1月8日には2億回、3月25日には3億回を突破した。これを受け、公式YouTubeチャンネルの登録者数も激増し、後に200万人達成記念として「Fujii Kaze LOVE ALL SERVE ALL STADIUM LIVE」用に撮り下ろされた本楽曲の演出用映像も公開された。
音楽評論家・田中宗一郎は「坂本九「SUKIYAKI」以来のグローバルヒット。しかも「SUKIYAKI」が、アメリカだけだったのに対し「死ぬのがいいわ」は、東南アジア・中東・南米・アフリカ・ヨーロッパ・北米にわたっており、本当の意味でのグローバルヒット」と述べた。また、世界のトレンドをはかる指標として用いられる、世界最大のリリック&楽曲データベース・Geniusでは、総合とPOPの両チャートで、本楽曲が1位を獲得した（世界で一番見られている歌詞を意味し、J-POPとして前例が無い）。
11月1日、デビュー前の2018年（当時21歳）にYouTubeに投稿されたニッキー・ミナージュ「Super Bass」カバー動画において、原曲にNワードが含まれていることを海外のファンが指摘。これを受け、藤井は翌日までに本動画を削除し、自身のTwitterで英語で謝罪を行った（この後、本人のアカウントの投稿を全て消去し、アカウントを閉鎖した）。
11月26日、Spotify月間リスナー数が、邦楽アーティスト史上初となる1,000万人を突破。翌年2月11日には、自身最高となる11,775,353人を記録した。さらに、12月7日にSpotifyが発表した本年の音楽やポッドキャストシーンを振り返る年間ランキングの「海外で最も再生された国内アーティストの楽曲」において、本楽曲が1位を獲得した。また、2023年の年間ランキングにおいても「海外で最も再生された国内アーティストの楽曲」において、本楽曲が2年連続となる1位を獲得した。

#### 精力的に展開された2022年度のライブ・コンサート活動
5月19日より、全国ホールツアー「Fujii Kaze alone at home Tour 2022」をスタート。本ツアーは、バンド無しの藤井のみによるパフォーマンスで、当日、その場でリクエストを受け付け、弾き語りを披露する「リクエストコーナー」という試みも行われた（観客が公演前に配布されるリクエストカードに1曲記入し、藤井がステージ上でカードの山からランダムに選ぶというもの）。本ツアー開催中の7月10日、藤井の体調不良により、宮崎公演を延期。その後、新型コロナウイルス陽性と判定され、14日から19日に開催予定であった兵庫・奈良・和歌山・京都公演が延期となった。
8月13日、北海道・石狩湾新港樽川ふ頭横野外特設ステージにて開催された「RISING SUN ROCK FESTIVAL 2022」に、新型コロナウイルス感染により出演を辞退したVaundyの代打として急遽出演。出演が決定したのは、イベント開催の2日前となる8月11日であった。本イベントは、公式YouTubeチャンネルでも生配信され、藤井は「（本イベントで）体調不良や新型コロナウイルス感染による出演辞退となったアーティストにリスペクトを込めて」と、Vaundy「踊り子」や、King Gnu「Vinyl」などの楽曲をピアノ弾き語りでカバーした。
10月15日・16日、大阪・Panasonic Stadium Suitaにて、自身初の有観客屋外ライブ「Fujii Kaze LOVE ALL SERVE ALL STADIUM LIVE」を開催、本公演には、計60万人が申し込み、2日間で7万人が来場した。2023年3月10日には、本公演のNetflixでの世界配信が開始された。7月12日には、本公演を収録した映像作品をリリース。
12月17日、全国アリーナツアー「Fujii Kaze "LOVE ALL ARENA TOUR"」をスタート。翌年2月にかけて、8都市全16公演を開催、計21万人を動員した。

#### 2022年度のその他の活動
2022年度のその他の活動としては、自身初となる地上波冠番組への出演が挙げられる。藤井がお笑い好きだということから、シソンヌ、ヒコロヒーの共演のもと、実現したスペシャル番組『藤井 風テレビ with シソンヌ・ヒコロヒー』（テレビ朝日系）が、4月23日・30日の2週にわたり、放送された。
また、本年度は、自身初となる雑誌の表紙巻頭特集も担当。表紙を飾った音楽雑誌「MUSICA」5月号（4月15日発売）には、藤井の半生、1stアルバム『HELP EVER HURT NEVER』、2ndアルバム『LOVE ALL SERVE ALL』の3つのチャプターに分けられた、総計約80,000字・全50ページのロングインタビューが収録された。
6月3日、藤井がメインテーマ「The sun and the moon」と劇伴を担当した映画『東京2020オリンピック SIDE:A』が公開された。
9月30日、3月下旬に発表されていたNTTドコモと藤井によるプロジェクト「docomo future project」の新CMがオンエアされた。本プロジェクトは、藤井が書き下ろした未発表曲「grace」をもとに、小学生から大学生までの一般参加者が、オリジナルのショートフィルムを制作するというもの。本CMは台本無し、コメントも表情も一発撮りというものであった。10月10日には、本楽曲が9th配信シングルとしてリリースされ、同日、全編インドで撮影されたミュージックビデオが公式YouTubeチャンネルで公開された。
12月5日には、第73回NHK紅白歌合戦への追加での出場が決定。「過去に例のない日本発のグローバルヒットを体現している藤井 風でしかなし得ないスペシャル企画」として、12月28日、紅白歌合戦と連動させた特集番組『NHK MUSIC SPECIAL「藤井 風 いざ、世界へ」』（NHK総合）が放送された。当日は白組として出場し「死ぬのがいいわ」を歌唱した。

### 2023年：自身初の海外公演「Fujii Kaze and the piano Asia Tour 2023」や各種タイアップ
4月21日、藤井によるJVKE「golden hour」のリミックス「golden hour (Fujii Kaze Remix)」が配信リリースされた。アメリカ出身の22歳のシンガーソングライター・JVKEの本楽曲は、7億5000万回超えの再生回数を記録しており、世界各国のアーティストとのコラボレーションが行われているが、日本からは藤井が参加。JVKEが藤井に直接ラブコールを送り、クラシック音楽を通過したお互いの音楽性に共感し、コラボレーションに至った。
6月24日、アジアツアー「Fujii Kaze and the piano Asia Tour 2023」をスタート（7都市全11公演）。ピアノ1台でオリジナル曲やカバー曲のパフォーマンスを行う本ツアーは、全公演で撮影可能とされ、SNS上では、観客とのコール&レスポンスや、各公演毎で異なるアレンジ、盛況ぶりが見られた。
7月4日、新曲「Workin' Hard」が、8月25日より放送された日本テレビ系・テレビ朝日系『FIBAバスケットボールワールドカップ2023』テーマソングに決定した。8月8日には、藤井のTikTok限定で先行配信が開始された。ワールドカップ開幕日である8月25日、10th配信シングルとしてリリースされた。
8月4日、ネイチャーラボのプレミアムホームケアブランド・ランドリンの新CMに、2ndアルバム『LOVE ALL SERVE ALL』収録曲「ガーデン」が起用されること、および5日より全国でオンエアされることが発表された。「香れ、人生。」というキャッチコピーに広がる世界観で、1人の女の子の人生を歩む様子が描かれている本CMは、4日に公開されたウェブ限定の60秒動画をはじめ、15秒・30秒全てのバージョンにおいて、藤井がナレーションを担当している。
10月10日、新曲「花」が、10月12日より放送されたフジテレビ系木曜劇場『いちばんすきな花』主題歌に決定したことが発表された。本楽曲は、ドラマ第1話放送後の10月13日、11th配信シングルとしてリリースされた。ドラマ第4話放送後の11月3日には、第4話で事前告知なしに突如オンエアされたピアノ弾き語りバージョンに加え、インストゥルメンタルバージョンとデモトラックの3バージョンが収録された『花 EP』がサプライズリリースされた。12月21日放送の最終話のエンディングでは、藤井がサプライズでドラマのセットに登場。本楽曲をピアノ弾き語りで披露した。

### 2024年：自身初のアメリカツアー「Fujii Kaze and the piano U.S. Tour」、スタジアムライブ「Fujii Kaze Stadium Live "Feelin' Good"」
1月15日、新曲「満ちてゆく」が、佐藤健、長澤まさみ主演の映画『四月になれば彼女は』主題歌に決定したことが発表された。本楽曲は、自身初となる劇映画での主題歌であり、3月15日、12th配信シングルとしてリリースされた。映画の監督は、楽曲「青春病」ミュージックビデオの監督も務めた山田智和が務めている。
3月11日、新たなNHKのコンテンツ『tiny desk concerts JAPAN』第1回ゲストとして、藤井がパフォーマンスすることが発表された。本番組は、アメリカの公共放送・NPR（National Public Radio）が、2008年よりネット展開し、全世界にブームを巻き起こした音楽コンテンツ『tiny desk concerts』の日本版であり、NPRよりプラットフォームのライセンス供与を受けたNHKが制作する。3月16日、東京・渋谷のNHKオフィスでの演奏の様子が、NHK総合とNHKの国際放送・NHK WORLD-JAPANにてにて日本国内・全世界へ放送された。4月12日には、本番組の映像が、NPRの公式YouTubeチャンネルにて公開された。
3月20日、10th配信シングル「Workin' Hard」が、ドジャース・大谷翔平が出演するディップの新CM「Let's get started!」篇に起用される事が発表され、同日、オンエアが開始された。5月28日には、自身初のベストアルバム『Best of Fujii Kaze 2020-2024』を配信リリース。
5月30日より、自身初となるアメリカツアー「Fujii Kaze and the piano U.S. Tour」をスタート。ロサンゼルス・ニューヨークの2ヶ所で、ピアノ1台のみの編成でのライブを行った。また、アメリカレコード協会（RIAA）より「死ぬのがいいわ」が、ゴールド認定を受け、6月3日のアポロ・シアターでの公演後、リパブリック・レコードより特注のゴールドディスクの盾を授与された。日本語詞楽曲が本認定を受けるのは、米津玄師「KICK BACK」に次いで、史上2度目となる。
7月26日、13th配信シングル「Feelin' Go(o)d」をリリース。本楽曲は、昨年リリースの「花」に続き、プロデューサーにA・G・クックを迎え、ロサンゼルスにて制作された。ミュージックビデオも公開され、公開直前には、YouTubeにて生配信も行われた。また、本楽曲は、8月1日よりオンエアされているランドリンのテレビCM「香りと記憶」篇に起用された。ランドリンのCMタイアップは、昨年夏の「ガーデン」に続き2度目であり、前回同様、ナレーションを担当している。
8月24日・25日、神奈川・日産スタジアムにてスタジアムライブ「Fujii Kaze Stadium Live "Feelin' Good"」を開催。24日の公演は、YouTubeにて生中継された。本公演は、2日間で約14万人が来場し、配信も約28万人が同時視聴した。12月25日には、本公演を収録した映像作品と自身初となるライブアルバムをリリース。リリースに先駆け、ライブアルバムは11月8日に先行配信され、12月1日には、Netflixにて本公演の世界配信が開始された。
10月26日より、自身2度目となるアジアツアー「Best of Fujii Kaze 2020-2024 ASIA TOUR」（10都市全14公演）をスタート。本ツアーの開催に伴い、ベストアルバム『Best of Fujii Kaze 2020-2024』アナログレコード盤がリリースされ、一部公演にて先行発売が実施された。日本では、12月25日に数量生産限定でリリースされた。
10月31日、特集番組『NHK MUSIC SPECIAL「藤井 風 ～登れ、世界へ～」』（NHK総合）が放送された。本番組は、ロサンゼルスにて行われた音楽制作に密着したもの。12月29日には、本番組を英語化した『NHK MUSIC SPECIAL Fujii Kaze ～Climb to the World～』が、NHK WORLD-JAPANにて放送された。
11月19日、第75回NHK紅白歌合戦への出場が決定。2年ぶり3度目の出場となる。当日は白組として、ニューヨークから生中継で出演し、街中を歩きながら「満ちてゆく」を歌唱した。終盤では、ビルの屋上に立ち、高層ビルをバックにパフォーマンスを行った。

### 2025年：ヨーロッパツアー「FUJII KAZE EUROPE TOUR 2025」、フェスティバル「ロラパルーザ」出演
2月17日、日本コカ・コーラ「い・ろ・は・す」新ブランドアンバサダーに就任したことが発表された。「い・ろ・は・す」の掲げる新たなブランドメッセージ「きっとあしたも、いい感じ」に伴い、藤井が出演する新CMが、同日よりオンエア開始された。CMソングには、藤井による書き下ろし楽曲「真っ白」が起用され、本楽曲は2月28日に14th配信シングルとしてリリースされた。3月14日には、アカペラバージョン、インストゥルメンタルバージョン、リミックスバージョンが収録された『真っ白 EP』がリリースされた。
3月20日、特集番組『NHK MUSIC SPECIAL「藤井 風 ～5年間の軌跡～」』（NHK総合）が放送された。本番組は、デビュー5周年を迎えた藤井の軌跡を映像とともに振り返るもの。第75回NHK紅白歌合戦の映像や、過去の『NHK MUSIC SPECIAL』での密着映像も放送された。
3月31日、ピアノスコア「EASY PIANO SOLO 藤井 風「HELP EVER HURT NEVER」」「EASY PIANO SOLO 藤井 風「LOVE ALL SERVE ALL」」をシンコーミュージックより出版。本スコアは、過去に出版されたオフィシャル・ピアノスコアを、藤井監修のもとでピアノアレンジを初級・中級レベルに再編集したものであり、巻頭には、それぞれ藤井からのメッセージが掲載される。
5月21日・22日、ロームシアター京都にて開催された「MUSIC AWARDS JAPAN 2025」において「最優秀アルバム賞」「最優秀国内シンガーソングライター賞」「最優秀クロスボーダー・コラボレーション楽曲賞」を受賞。22日に開催された「Grand Ceremony」では「満ちてゆく」のピアノ生演奏・弾き語りを披露した。授賞式に先駆け、16日には、アワードにノミネートされたアーティスト32組が参加する「YouTube Music Weekend celebrating the MUSIC AWARDS JAPAN」の一環として、YouTubeにて生中継されたスタジアムライブ「Fujii Kaze Stadium Live "Feelin' Good"」24日公演のダイジェスト映像が公開された。
7月1日より、自身初となるヨーロッパツアー「FUJII KAZE EUROPE TOUR 2025」をスタート。本ツアーは、デンマーク・ロスキレにて開催された「Roskilde Festival」、オランダ・ロッテルダムにて開催された「NN North Sea Jazz Festival 2025」への出演に加え、単独での4公演が追加された全6公演を開催した。
8月2日より、北米ツアー「FUJII KAZE NORTH AMERICA TOUR 2025」をスタート。本ツアーは、シカゴのグラント・パークにて開催された「ロラパルーザ・シカゴ」、サンフランシスコのゴールデン・ゲート・パークにて開催された「アウトサイド・ランズ2025」への出演に加え、単独での7公演が追加された全9公演を開催する。
8月17日、さいたまスーパーアリーナにて開催されたビリー・アイリッシュの来日公演「Billie Eilish: HIT ME HARD AND SOFT: THE TOUR」に、スペシャルゲストとして出演。なお、16日の公演には、YOASOBIが出演した。
9月5日、3rdアルバム『Prema』をリリース予定。約3年ぶりのアルバムとなる本アルバムは、全曲英語詞で構成されており、6月13日・8月1日には、リード曲「Hachikō」と「Love Like This」を先行リリース。前作『LOVE ALL SERVE ALL』以降にリリースされた楽曲は、初回盤に特典ディスク『Pre: Prema』として収録される。

## 音楽性・評価
R&B・ヒップホップ・歌謡曲など、多様な音楽のエッセンスを吸収したモダンなサウンドを奏でる。幼少期に始めたピアノの表現力も高い。岡山弁と標準語を使い分け、歌詞を書いている。
2021年1月放送の『関ジャム 完全燃SHOW』（テレビ朝日系）内の恒例企画「売れっ子プロデューサーが選ぶ2020・年間ベスト10」では、川谷絵音が1位に「罪の香り」、いしわたり淳治が2位に「何なんw」、蔦谷好位置が5位に「優しさ」を選曲し、3人全員が同一アーティストから選曲するという企画初の事態となった。以前より藤井に好意的な評価をしていた川谷は、「罪の香り」のサビのメロディ、歌詞、コードについて「（自分では）思いつかない」「近年で一番衝撃を受けた。声良し曲良し歌詞良し、非の打ち所がない才人」「サビのメロディ。これは思いつかない。〈おっと 罪の香り 抜き足差し足忍び足〉、"何だこの歌詞" みたいな……歌詞が難しくないのに思いつかないという一番出来ないことをやっている」「（川谷にも思いつかないコードが使われていることを実演し）こんな、全部持ってる人いました？」と述べている。
2024年1月放送の同番組内の同企画では、川谷絵音が1位に「花」、いしわたり淳治が6位に「Workin' Hard」を選曲した。川谷は「花」の歌詞、メロディについて「シンプルな言葉しか使っていないのにどんどん深くなっていく歌詞」「子どもでも分かる擬態語や擬音語がお洒落なメロディに乗っているが、藤井風だから出来ること。他の人がやればたちまちダサくなってしまう」「針の穴を通すような言葉とメロディーの組み合わせ」「2023年1番のポップソング」と述べている。
2025年1月放送の同番組内の同企画では、川谷絵音・蔦谷好位置が1位に「満ちてゆく」を選曲した。川谷は、本楽曲の歌詞について「僕は何回彼に救われればいいのだろう」と述べ、蔦谷は、本楽曲のイントロを「ここ数年で最も美しいと感じた」と評し「これまでのキャリアを通して歌い続けてきたテーマと持てる技術と経験全てで包み込んでくれるような大きな愛の歌」「一切力まず、ずっと自然体でいる藤井の真髄に触れられるような曲」「こんなに美しい曲はない」と評価した。
ベテランの評論家が集うミュージック・ペンクラブ音楽賞においては「藤井風には驚いた、すごい才能」と票が集まり、原田和典も「よく通る、深みのある声」「凛としたたたずまい」「洗練を極めた和音やメロディラインから、ふと漂うユーモア」「20世紀からの数々の大衆音楽を体にしみこませ、消化吸収したうえで現代の空気に放つがごとき音作り」「岡山弁を織り交ぜてのスリリングな文才にすこぶる豊かな未来を感じた」と評している。
シンガーソングライター・竹内まりやは、藤井がデビュー前に「プラスティック・ラヴ」をピアノ弾き語りした動画を見つけ、レコード会社のスタッフに「彼と契約したほうがいい」と、デビュー前から才能を認めていたことを明かしている。
小野賢章、クボタカイ、前山田健一、別所哲也なども好意的な評価をしている。前山田は「僕がシンガーソングライターだったら絶望していたと思う」と述べている。

## 人物
- 「誰かがちょっといい気分で人生を送れたりするために音楽やっとるようなもんなんで」と語っており[38]、デビュー前から自身のYouTubeチャンネルのカバー動画で、小物やオチ、変顔などを仕込んだり、自身のSNSでのコント風ショート動画を発信するなど[201]、人を楽しませたいというエンターテインメントの思いが強い[19][202]。
- 一人称は「ワシ」。音楽以外は無頓着で[203]、よく物をなくすという[204]。名前は、英語でも姓名を逆にせず「Fujii Kaze」と表記している。
- デビュー前、母校の後輩の遠征費を寄付している（本人は匿名で行ったつもりであったが、実際には名前が出てたことで恩師に知られ、感謝を受けたという）[205][206]。
- 「Fujii Kaze "LOVE ALL ARENA TOUR"」サンドーム福井公演のコンサートプロモーターであったキョードー北陸の後藤新治は、藤井を見て「佇む、微笑む、そこにいるだけで人が寄ってくる。全く圧のないスターは初めて」と称している[207]。

### 菜食主義と精神性
- 「動物がかわいい」という理由から、ベジタリアンであることを公言しており[208]、自身のライブの飲食ブースでベジタリアンフードを提供する試みも行っている[209]。
- 「高次の自己」との概念を指すとされるハイヤーセルフの存在を信仰するなど[95]、精神世界への造詣も深く、2022年8月16日放送の『ハマスカ放送部』（テレビ朝日系）では「お坊さんが心を落ち着けたい時に聴くアーティストランキング」において、3位の中島みゆき、2位の椎名林檎を抑えて、藤井が1位に選出されている[210]。
- 酒は全く飲まず、タバコも吸わない[211]。また「何なんw」ミュージックビデオのメイキング動画において「毎日、朝に瞑想をしている」と語っている[212]。

### 英語力・グローバル志向
- 英語は、幼少期より父から教えられ、独学で習得している。デビュー前には、YouTubeチャンネルに多数の洋楽カバー動画を投稿、動画内の訳詞のテロップは、全て自身で付している。また、インスタグラムは英語での発信を自身に課している[213]。これらは子供の頃から世界を強く意識しており「日本だけに限定しない届け方をできるだけやっておこう、というのが最初からあった」ためだという[203]。
- 自身のYouTubeチャンネルにて、自己紹介や楽曲解説を英語で行っているほか、オリジナル曲のミュージックビデオには、本人により訳された英語詞が付されている[214][215]。
- 生配信ライブにて、英語習得のコツを聞かれた際には「英語はもう耳コピ。発音を真似して恥を捨てること。子供扱いされてもええから、恥とプライドを捨てて。ワシ日本語も下手じゃけん、失うものがないんです」と答えている[216]。

### アーティストスタイル
- ファンクラブは無く、公式サイト、および無料の公式アプリで、フォトギャラリーやスタッフダイアリーなどのコンテンツを提供している[217][218]。
- 自身のライブ、コンサートにおいては、アンコールは行わないのが通例となっている。

## 受賞歴
2020年
- Spotify「Early Noise 2020」選出[27]
- YouTube「Artist on the Rise」選出 ※日本人アーティストとして初[29]
- MTV VMAJ 2020「Best R&B Video」受賞（「何なんw」ミュージックビデオ）[45]
- 2020 Mnet ASIAN MUSIC AWARDS「Best New Asian Artist Japan」受賞[47]

2021年
- 日本レコード協会 2021年1月度邦楽アルバム ゴールドディスク認定（『HELP EVER HURT NEVER』）[219]
- SPACE SHOWER MUSIC AWARDS 2021「BEST BREAKTHROUGH ARTIST」受賞[50]
- SPACE SHOWER MUSIC AWARDS 2021「BEST CONCEPTUAL VIDEO」受賞（「青春病」ミュージックビデオ）[51]
- 第33回ミュージック・ペンクラブ音楽賞「《ポピュラー》新人賞」受賞[52]
- 第13回CDショップ大賞2021「大賞受賞作品＜青＞」受賞（『HELP EVER HURT NEVER』）[53]
- 第13回CDショップ大賞2021「中国ブロック賞」受賞（『HELP EVER HURT NEVER』）[53]
- 「GQ」世界共通特集「地球上でもっともエキサイティングな若きミュージシャン21人」日本代表選出[61]

2022年
- 第14回CDショップ大賞2022「ライヴ作品賞」受賞（『Fujii Kaze "NAN-NAN SHOW 2020" HELP EVER HURT NEVER』）[43]
- 文化庁「2021年度芸術選奨文部科学大臣新人賞 大衆芸能部門」受賞（「きらり」「燃えよ」ほか）[220][221][222]
- SPACE SHOWER MUSIC AWARDS 2022「BEST SOLO ARTIST」受賞[75]
- SPACE SHOWER MUSIC AWARDS 2022「BEST CONCEPTUAL LIVE」受賞[75]
- SPACE SHOWER MUSIC AWARDS 2022「PEOPLE'S CHOICE」受賞[75]
- 日本レコード協会 2022年3月度邦楽アルバム プラチナディスク認定（『LOVE ALL SERVE ALL』）[223]
- MTV VMAJ 2022「Best Visual Effects」受賞（「damn」ミュージックビデオ）[224]
- Universal Music India「New Artist of the Year 2022」受賞[225]
- 2022 WPVR NY PINNACLE AWARD「WORLD ALBUM OF THE YEAR」受賞（『LOVE ALL SERVE ALL』）[226]
- 2022 WPVR NY PINNACLE AWARD「BEST SOLO ARTIST - WORLD」受賞[226][227]

2023年
- 第15回CDショップ大賞2023「大賞受賞作品＜赤＞」受賞（『LOVE ALL SERVE ALL』）[81]
- Universal Music Thailand ダブルプラチナディスク認定（『HELP EVER HURT NEVER』）[228]
- Universal Music Thailand プラチナディスク認定（『LOVE ALL SERVE ALL』）[228]
- Universal Music Taiwan プラチナディスク認定（『HELP EVER HURT NEVER』）[229]
- Universal Music Taiwan ゴールドディスク認定（『LOVE ALL SERVE ALL』）[229]
- Universal Music Hong Kong GOLD AWARD（『HELP EVER HURT NEVER』）
- Universal Music Hong Kong GOLD AWARD（『LOVE ALL SERVE ALL』）
- Spotify ストリーミング累計再生回数10億回認定[230]
- 日本レコード協会 2023年7月度邦楽アルバム プラチナディスク認定（『HELP EVER HURT NEVER』）[231]
- Universal Music India Yearlies 2023「BIGGEST FANDOM OF THE YEAR」受賞[232]
- 第118回ザテレビジョンドラマアカデミー賞「ドラマソング賞」（「花」）[233]
- 「ミュージック・マガジン」2024年3月号「21世紀のヴォーカル・アルバム100」選出（『HELP EVER HURT NEVER』）[234]

2024年
- アメリカレコード協会 ゴールドディスク認定（「死ぬのがいいわ」）[235]

2025年
- MUSIC AWARDS JAPAN 2025「最優秀アルバム賞」受賞（『LOVE ALL SERVE ALL』）[172]
- MUSIC AWARDS JAPAN 2025「最優秀国内シンガーソングライター賞」受賞[173]
- MUSIC AWARDS JAPAN 2025「最優秀クロスボーダー・コラボレーション楽曲賞」受賞（「Feelin' Go(o)d」）[173]

その他特記事項・記録
- 藤井の認知度上昇に伴い、出身地である岡山県里庄町にも注目が集まり、2022年10月時点で、町のキャラクターグッズの売上は、3年前の約110倍（約204万円）、ふるさと納税の寄付額は、2018年度の1,325万円から、22年度には約4億3,000万円と30倍に増加、23年度はさらに伸びる見込みとなった[236][237][238]。
- 2022年10月15日・16日、大阪・Panasonic Stadium Suitaにて開催されたスタジアムライブ「Fujii Kaze LOVE ALL SERVE ALL STADIUM LIVE」では、計60万人が申し込み、2日間で7万人が来場[114]。Panasonic Stadium Suitaは、2015年に開業したサッカー専用スタジアムであり、音楽ライブが開催されるのは本公演が初となった[239]。
- 2022年11月26日、邦楽アーティスト史上初となる、Spotify月間リスナー数1,000万人を突破した[240]。
- 2023年1月14日・15日に開催された「Fujii Kaze "LOVE ALL ARENA TOUR"」さいたまスーパーアリーナ公演では、2日間で7万4,000人が来場し、本会場の当時の過去最高動員数を記録した[241]。
- 楽曲「死ぬのがいいわ」が、Spotifyのグローバルチャート「Global Top 100」にチャートインし、本チャートに初めてチャートインした日本人アーティストとなった[242]。
- 2024年8月24日・25日、神奈川・日産スタジアムにてスタジアムライブ「Fujii Kaze Stadium Live "Feelin' Good"」を開催し、本会場で2日間の公演を開催した最年少のソロアーティストとなった[243]。

## ディスコグラフィ

### 配信限定シングル
|      | 配信日 | 配信日          | タイトル        | 順位            | 順位     | 順位     | 順位     | 順位 | 順位 | 認定（RIAJ） | 認定（RIAJ） | 収録アルバム         |
| 年   | 月日   | Billboard JAPAN | Billboard JAPAN | Billboard JAPAN | オリコン | オリコン | オリコン |      |      | 認定（RIAJ） | 認定（RIAJ） | 収録アルバム         |
| 年   | 月日   | Hot 100         | タイトル        | DL              | ST       |          |          |      |      |              |              | 収録アルバム         |
| 年   | 月日   | Hot 100         | タイトル        | DL              | ST       | DS       | ST       | 合算 | DL   | ST           |              | 収録アルバム         |
| ---- | ------ | --------------- | --------------- | --------------- | -------- | -------- | -------- | ---- | ---- | ------------ | ------------ | -------------------- |
| 1st  | 2019年 | 11月18日        | 何なんw         | 99位            | 57位     | -        | -        | -    | -    | -            | プラチナ     | HELP EVER HURT NEVER |
| 2nd  | 2019年 | 12月24日        | もうええわ      | -               | -        | -        | -        | -    | -    | -            | ゴールド     | HELP EVER HURT NEVER |
| 先行 | 2020年 | 4月14日         | 優しさ          | 34位            | 31位     | 80位     | 29位     | -    | -    | -            | プラチナ     | HELP EVER HURT NEVER |
| 先行 | 2020年 | 5月15日         | キリがないから  | 86位            | -        | -        | -        | -    | -    | -            | -            | HELP EVER HURT NEVER |
| 3rd  | 2020年 | 10月30日        | へでもねーよ    | -               | 25位     | -        | 25位     | -    | -    | -            | -            | LOVE ALL SERVE ALL   |
| 4th  | 2020年 | 10月30日        | 青春病          | 68位            | 22位     | -        | 21位     | -    | -    | -            | -            | LOVE ALL SERVE ALL   |
| 5th  | 2021年 | 3月1日          | 旅路            | 10位            | 1位      | 43位     | 1位      | 42位 | 15位 | -            | プラチナ     | LOVE ALL SERVE ALL   |
| 6th  | 2021年 | 5月3日          | きらり          | 2位             | 1位      | 5位      | 1位      | 6位  | 5位  | プラチナ     | ダイヤモンド | LOVE ALL SERVE ALL   |
| 7th  | 2021年 | 9月4日          | 燃えよ          | 19位            | 2位      | 69位     | 3位      | -    | -    | -            | ゴールド     | LOVE ALL SERVE ALL   |
| 先行 | 2022年 | 3月20日         | まつり          | 10位            | 13位     | 33位     | 7位      | 27位 | 24位 | -            | プラチナ     | LOVE ALL SERVE ALL   |
| 8th  | 2022年 | 9月30日         | damn            | 42位            | 12位     | 95位     | 15位     | -    | -    | -            | プラチナ     | LOVE ALL SERVE ALL   |
| 9th  | 2022年 | 10月10日        | grace           | 4位             | 2位      | 14位     | 2位      | 13位 | 8位  | -            | ゴールド     | Pre: Prema           |
| 10th | 2023年 | 8月25日         | Workin' Hard    | 13位            | 2位      | 46位     | 3位      | 29位 | 32位 | -            | -            | Pre: Prema           |
| 11th | 2023年 | 10月13日        | 花              | 6位             | 2位      | 9位      | 3位      | 9位  | 6位  | -            | プラチナ     | Pre: Prema           |
| 12th | 2024年 | 3月15日         | 満ちてゆく      | 4位             | 3位      | 4位      | 3位      | 3位  | 5位  | -            | プラチナ     | Pre: Prema           |
| 13th | 2024年 | 7月26日         | Feelin' Go(o)d  | 19位            | 3位      | 37位     | 3位      | 34位 | 41位 | -            | -            | Pre: Prema           |
| 14th | 2025年 | 2月28日         | 真っ白          | 11位            | 2位      | 18位     | 2位      | 19位 | 16位 | -            | -            | Pre: Prema           |
| 先行 | 2025年 | 6月13日         | Hachikō         | 9位             | 2位      | 36位     | 2位      | 25位 | 25位 | -            | -            | Prema                |
| 先行 | 2025年 | 8月1日          | Love Like This  | 19位            | 6位      | 59位     | 6位      | 43位 | -    | -            | -            | Prema                |

### 配信限定EP
|       | 配信日         | タイトル                      | 収録曲 |
| ----- | -------------- | ----------------------------- | --- |
| 1st   | 2020年1月24日  | 何なんw EP                    | 1. 何なんw 2. Close To You 3. Don't Let Me Be Misunderstood 4. Shake It Off |
| 2nd   | 2020年2月21日  | もうええわ EP                 | 1. もうええわ 2. Shape of You 3. Back Stabbers 4. Be Alright |
| 3rd   | 2020年12月4日  | へでもねーよ EP               | 1. へでもねーよ 2. Just the Two of Us 3. Sunny 4. Sorry |
| 4th   | 2020年12月11日 | 青春病 EP                     | 1. 青春病 2. Teenage Dream 3. Good As Hell 4. Circles |
| Remix | 2022年1月14日  | Kirari Remixes (Asia Edition) | 1. Kirari (Original Remix) 2. Kirari (Daul Remix) 3. Kirari (FunkyMo Remix) 4. Kirari (pxzvc Remix) 5. Kirari (Kaze & Yaffle Just For Fun Remix) 6. Kirari (Knopha Remix) 7. Kirari (Naken Remix) 8. Kirari (Yaffle Remix) 9. きらり |
| 5th   | 2023年11月3日  | 花 EP                         | 1. 花 2. 花 (Instrumental) 3. 花 (Ballad) 4. 花 (demo) |
| 6th   | 2025年3月14日  | 真っ白 EP                     | 1. 真っ白 2. 真っ白 (Acapella) 3. 真っ白 (Instrumental) 4. 真っ白 (KOBY SHY Remix) |

### アルバム

#### オリジナルアルバム
|     | 発売日        | タイトル             | 順位（Billboard JAPAN）                                                               | 順位（オリコン）                                                                                          | 規格 | 規格品番              |
| --- | ------------- | -------------------- | ------------------------------------------------------------------------------------- | --- | ---- | --------------------- |
| 1st | 2020年5月20日 | HELP EVER HURT NEVER | - Hot Albums 週間1位 - Download Albums 2位 - Top Albums Sales 2位（5月27日 - 6月3日） | - デイリー 1位（5月19日） - 週間アルバム 2位 - 週間デジタルアルバム 1位 - 週間合算アルバム 2位            | 2CD  | UMCK-7064/5（初回盤） |
| 1st | 2020年5月20日 | HELP EVER HURT NEVER | - Hot Albums 週間1位 - Download Albums 2位 - Top Albums Sales 2位（5月27日 - 6月3日） | - デイリー 1位（5月19日） - 週間アルバム 2位 - 週間デジタルアルバム 1位 - 週間合算アルバム 2位            | CD   | UMCK-1659（通常盤）   |
| 2nd | 2022年3月23日 | LOVE ALL SERVE ALL   | - Hot Albums 1位 - Download Albums 1位 - Top Albums Sales 1位（3月21日 - 27日）       | - デイリー 1位（3月22日より通算5日） - 週間アルバム 1位 - 週間デジタルアルバム 1位 - 週間合算アルバム 1位 | 2CD  | UMCK-7162/3（初回盤） |
| 2nd | 2022年3月23日 | LOVE ALL SERVE ALL   | - Hot Albums 1位 - Download Albums 1位 - Top Albums Sales 1位（3月21日 - 27日）       | - デイリー 1位（3月22日より通算5日） - 週間アルバム 1位 - 週間デジタルアルバム 1位 - 週間合算アルバム 1位 | CD   | UMCK-1711（通常盤）   |
| 3rd | 2025年9月5日  | Prema                | TBA                                                                                   | TBA | 2CD  | UMCK-7275（初回盤）   |
| 3rd | 2025年9月5日  | Prema                | TBA                                                                                   | TBA | CD   | UMCK-1798（通常盤）   |

#### カバーアルバム
|     | 発売日        | タイトル             | 順位 | 規格                   | 規格品番  |
| --- | ------------- | -------------------- | ---- | ---------------------- | --------- |
| 1st | 2021年5月20日 | HELP EVER HURT COVER | 4位  | CD                     | UMCK-1693 |
| 2nd | 2023年2月17日 | LOVE ALL COVER ALL   | 4位  | デジタル・ダウンロード | -         |

#### ライブアルバム
|     | 発売日         | タイトル                               | 順位 | 規格 | 規格品番  |
| --- | -------------- | -------------------------------------- | ---- | ---- | --------- |
| 1st | 2024年12月25日 | Fujii Kaze Stadium Live "Feelin' Good" | 3位  | CD   | UMCK-1787 |

#### ベストアルバム
|     | 配信日        | タイトル                     | 規格                   | 収録曲 |
| --- | ------------- | ---------------------------- | ---------------------- | --- |
| 1st | 2024年5月28日 | Best of Fujii Kaze 2020-2024 | デジタル・ダウンロード | 収録曲 1. まつり 2. Workin' Hard 3. 何なんw 4. きらり 5. 花 6. ガーデン 7. damn 8. 死ぬのがいいわ 9. 旅路 10. 満ちてゆく |

### アナログ盤
|     | 発売日         | タイトル                     | 規格 | 規格品番  |
| --- | -------------- | ---------------------------- | ---- | --------- |
| 1st | 2020年9月23日  | HELP EVER HURT NEVER         | LP   | UMJK-9104 |
| 2nd | 2022年10月26日 | LOVE ALL SERVE ALL           | LP   | UMJK-9107 |
| 3rd | 2024年12月25日 | Best of Fujii Kaze 2020-2024 | LP   | UMJK-9151 |
| 4th | 2025年9月5日   | Prema                        | LP   | UMJK-9152 |

### 映像作品
|     | 発売日         | タイトル                                            | 順位 | 規格     | 規格品番  |
| --- | -------------- | --------------------------------------------------- | ---- | -------- | --------- |
| 1st | 2021年4月21日  | Fujii Kaze "NAN-NAN SHOW 2020" HELP EVER HURT NEVER | 1位  | Blu-ray  | UMXK-1085 |
| 2nd | 2022年6月14日  | Fujii Kaze "HELP EVER ARENA TOUR"                   | 1位  | Blu-ray  | UMXK-1089 |
| 3rd | 2023年7月12日  | Fujii Kaze LOVE ALL SERVE ALL STADIUM LIVE          | 2位  | 2Blu-ray | UMXK-1100 |
| 4th | 2024年12月25日 | Fujii Kaze Stadium Live "Feelin' Good"              | 1位  | 2Blu-ray | UMXK-1121 |

### チャートインした楽曲
| 年     | タイトル       | 順位            | 順位            | 順位            | 順位     | 順位     | 順位     | 認定 （RIAJ） | 収録アルバム         |
| 年     | タイトル       | Billboard JAPAN | Billboard JAPAN | Billboard JAPAN | オリコン | オリコン | オリコン | 認定 （RIAJ） | 収録アルバム         |
| 年     | タイトル       | Hot 100         | DL              | ST              |          |          |          |               | 収録アルバム         |
| 年     | タイトル       | Hot 100         | DL              | ST              | DS       | ST       | 合算     | ST            | 収録アルバム         |
| ------ | -------------- | --------------- | --------------- | --------------- | -------- | -------- | -------- | ------------- | -------------------- |
| 2020年 | 罪の香り       | -               | -               | -               | -        | -        | -        | ゴールド      | HELP EVER HURT NEVER |
| 2020年 | 死ぬのがいいわ | 31位            | 57位            | 65位            | 20位     | 24位     | 33位     | プラチナ      | HELP EVER HURT NEVER |
| 2020年 | さよならべいべ | -               | -               | -               | -        | -        | -        | ゴールド      | HELP EVER HURT NEVER |
| 2020年 | 帰ろう         | 34位            | 31位            | 80位            | 29位     | -        | -        | プラチナ      | HELP EVER HURT NEVER |
| 2022年 | ガーデン       | 28位            | -               | 19位            | -        | 17位     | 25位     | プラチナ      | LOVE ALL SERVE ALL   |

### ミュージックビデオ
| 公開日 | 公開日   | タイトル       | リンク      | 監督         | 備考                                                        |
| 年     | 月日     | タイトル       | リンク      | 監督         | 備考                                                        |
| ------ | -------- | -------------- | ----------- | ------------ | ----------------------------------------------------------- |
| 2020年 | 1月24日  | 何なんw        | [ 動画 1 ]  | Chris Rudz   | MTV VMAJ 2020「最優秀R&Bビデオ賞／Best R&B Video」受賞      |
| 2020年 | 2月21日  | もうええわ     | [ 動画 2 ]  | Spikey John  |                                                             |
| 2020年 | 4月17日  | 優しさ         | [ 動画 3 ]  | 山田健人     |                                                             |
| 2020年 | 5月15日  | キリがないから | [ 動画 4 ]  | 山田健人     |                                                             |
| 2020年 | 9月4日   | 帰ろう         | [ 動画 5 ]  | 児玉裕一     |                                                             |
| 2020年 | 12月4日  | へでもねーよ   | [ 動画 6 ]  | 山田健人     |                                                             |
| 2020年 | 12月11日 | 青春病         | [ 動画 7 ]  | 山田智和     | SPACE SHOWER MUSIC AWARDS 2021「BEST CONCEPTUAL VIDEO」受賞 |
| 2021年 | 3月10日  | 旅路           | [ 動画 8 ]  | 山田健人     |                                                             |
| 2021年 | 5月21日  | きらり         | [ 動画 9 ]  | Spikey John  |                                                             |
| 2021年 | 10月24日 | 燃えよ         | [ 動画 10 ] | 関和亮       |                                                             |
| 2022年 | 3月20日  | まつり         | [ 動画 11 ] | MESS         |                                                             |
| 2022年 | 9月30日  | damn           | [ 動画 12 ] | 山田健人     | MTV VMAJ 2022「最優秀視覚効果賞／Best Visual Effects」受賞  |
| 2022年 | 10月10日 | grace          | [ 動画 13 ] | QQQ          |                                                             |
| 2023年 | 8月25日  | Workin' Hard   | [ 動画 14 ] | MESS         |                                                             |
| 2023年 | 11月24日 | 花             | [ 動画 15 ] | MESS         |                                                             |
| 2024年 | 3月15日  | 満ちてゆく     | [ 動画 16 ] | 山田智和     |                                                             |
| 2024年 | 7月26日  | Feelin' Go(o)d | [ 動画 17 ] | MESS         |                                                             |
| 2025年 | 6月13日  | Hachikō        | [ 動画 18 ] | MESS         |                                                             |
| 2025年 | 8月1日   | Love Like This | [ 動画 19 ] | Aerin Moreno |                                                             |

### ライブビデオ
| 公開日 | 公開日   | タイトル       | リンク      | 備考 |
| 年     | 月日     | タイトル       | リンク      | 備考 |
| ------ | -------- | -------------- | ----------- | --- |
| 2019年 | 12月21日 | 何なんw        | [ 動画 20 ] | 2019年11月17日、LINE CUBE SHIBUYAにて開催された「Fujii Kaze "NAN-NAN SHOW"」のショートムービー。                    |
| 2020年 | 2月11日  | もうええわ     | [ 動画 21 ] | 2019年11月17日、LINE CUBE SHIBUYAにて開催された「Fujii Kaze "NAN-NAN SHOW"」のショートムービー。                    |
| 2020年 | 3月20日  | 優しさ         | [ 動画 22 ] | 2019年11月17日、LINE CUBE SHIBUYAにて開催された「Fujii Kaze "NAN-NAN SHOW"」のショートムービー。                    |
| 2020年 | 11月14日 | へでもねーよ   | [ 動画 23 ] | 2020年10月29日、日本武道館にて開催された「Fujii Kaze "NAN-NAN SHOW 2020" HELP EVER HURT NEVER」のショートムービー。 |
| 2021年 | 3月19日  | さよならべいべ | [ 動画 24 ] | 2021年1月31日、岡山市民会館にて開催された「Fujii Kaze "HELP EVER HALL TOUR"」の映像。                               |
| 2021年 | 4月9日   | 何なんw        | [ 動画 25 ] | 2020年10月29日、日本武道館にて開催された「Fujii Kaze "NAN-NAN SHOW 2020" HELP EVER HURT NEVER」の映像。             |
| 2022年 | 2月10日  | 燃えよ         | [ 動画 26 ] | 2021年11月28日、国立代々木競技場第一体育館にて開催された「Fujii Kaze "HELP EVER ARENA TOUR"」の映像。               |
| 2022年 | 5月19日  | きらり         | [ 動画 27 ] | 2021年11月28日、国立代々木競技場第一体育館にて開催された「Fujii Kaze "HELP EVER ARENA TOUR"」の映像。               |
| 2022年 | 8月23日  | 死ぬのがいいわ | [ 動画 28 ] | 2020年10月29日、日本武道館にて開催された「Fujii Kaze "NAN-NAN SHOW 2020" HELP EVER HURT NEVER」の映像。             |
| 2022年 | 11月26日 | まつり         | [ 動画 29 ] | 2022年10月16日、Panasonic Stadium Suitaにて開催された「Fujii Kaze LOVE ALL SERVE ALL STADIUM LIVE」の映像。         |
| 2023年 | 2月17日  | damn           | [ 動画 30 ] | 2022年10月16日、Panasonic Stadium Suitaにて開催された「Fujii Kaze LOVE ALL SERVE ALL STADIUM LIVE」の映像。         |
| 2024年 | 12月6日  | "青春病"       | [ 動画 31 ] | 2024年8月25日、日産スタジアムにて開催された「Fujii Kaze Stadium Live "Feelin' Good"」の映像。                       |
| 2024年 | 12月20日 | Workin' Hard   | [ 動画 32 ] | 2024年8月25日、日産スタジアムにて開催された「Fujii Kaze Stadium Live "Feelin' Good"」の映像。                       |

### 楽曲提供
| 発売日        | タイトル    | アーティスト | 収録アルバム |
| ------------- | ----------- | ------------ | ------------ |
| 2021年12月1日 | Higher Love | MISIA        | HELLO LOVE   |

### 参加作品
| 配信日         | タイトル                       | アーティスト  | 収録作品                       |
| -------------- | ------------------------------ | ------------- | ------------------------------ |
| 2018年11月11日 | 祈りそして願う                 | 千里-chisato- | 祈りそして願う                 |
| 2023年4月21日  | golden hour (Fujii Kaze Remix) | JVKE          | golden hour (Fujii Kaze Remix) |

### 書籍
| 発売日        | タイトル                                                   | 出版元               | 図書番号               |
| ------------- | ---------------------------------------------------------- | -------------------- | ---------------------- |
| 2020年9月30日 | オフィシャル・ピアノスコア 藤井 風「HELP EVER HURT NEVER」 | シンコーミュージック | ISBN 978-4-401-03874-9 |
| 2023年3月30日 | オフィシャル・ピアノスコア 藤井 風「LOVE ALL SERVE ALL」   | シンコーミュージック | ISBN 978-4-401-04118-3 |
| 2025年3月31日 | EASY PIANO SOLO 藤井 風「HELP EVER HURT NEVER」            | シンコーミュージック | ISBN 978-4-401-04366-8 |
| 2025年3月31日 | EASY PIANO SOLO 藤井 風「LOVE ALL SERVE ALL」              | シンコーミュージック | ISBN 978-4-401-04367-5 |

## タイアップ
| 起用年 | タイトル             | タイアップ先                                                                     |
| ------ | -------------------- | -------------------------------------------------------------------------------- |
| 2021年 | 旅路                 | テレビ朝日系木曜ドラマ『にじいろカルテ』主題歌                                   |
| 2021年 | きらり               | Honda「VEZEL」CMソング                                                           |
| 2021年 | 燃えよ               | Google特別企画「Fujii Kaze + Google Pixel #じぶんらしく燃えよ」実施楽曲          |
| 2022年 | The sun and the moon | 映画『東京2020オリンピック SIDE:A』メインテーマ                                  |
| 2022年 | grace                | NTTドコモ「docomo future project」CMソング                                       |
| 2023年 | Workin' Hard         | 日本テレビ系・テレビ朝日系『FIBAバスケットボールワールドカップ2023』テーマソング |
| 2023年 | ガーデン             | ネイチャーラボ「ランドリン「香れ、人生。」篇」CMソング                           |
| 2023年 | 花                   | フジテレビ系木曜劇場『いちばんすきな花』主題歌                                   |
| 2024年 | 満ちてゆく           | 映画『四月になれば彼女は』主題歌                                                 |
| 2024年 | Workin' Hard         | ディップ「Let's get started!」篇CMソング                                         |
| 2024年 | Feelin' Go(o)d       | ランドリン「GOOD TEA TIME「香りと記憶」篇」CMソング                              |
| 2025年 | 真っ白               | 日本コカ・コーラ「い・ろ・は・す「きっとあしたも、いい感じ」篇」CMソング         |

## ライブ
取り消し線は、新型コロナウイルス感染拡大の影響により中止・延期となったもの

### その他イベント
- 2018年12月30日 - LIVE DI:GA JUDGEMENT 2018
- 2019年3月23日 - SANUKI ROCK COLOSSEUM 2019 -MONSTER baSH × I RADIO786-
- 2019年3月24日 - HIROSHIMA MUSIC STADIUM -ハルバン '19-
- 2019年5月3日 - VIVA LA ROCK 2019[264]
- 2019年6月1日 - SAKAE SP-RING 2019
- 2019年8月10日 - TREASURE05X 2019 -HEADING FOR TOMORROW-
- 2019年8月11日 - オハラ☆ブレイク '19夏
- 2019年8月25日 - MONSTER baSH 2019
- 2019年8月31日 - SPACE SHOWER SWEET LOVE SHOWER 2019
- 2020年9月3日 - FM802 HEAVY ROTATION NIGHT supported by Spotify Early Noise
- 2021年5月3日 - VIVA LA ROCK 2021[265]
- 2021年5月4日 - VIVA LA ROCK 2021 VIVA LA J-ROCK ANTHEMS ゲストボーカル
- 2022年8月13日 - RISING SUN ROCK FESTIVAL 2022 in EZO ※Vaundyの代打出演[266]
- 2025年5月22日 - MUSIC AWARDS JAPAN 2025[174]
- 2025年7月4日 - Roskilde Festival[179][180]
- 2025年7月12日 - NN North Sea Jazz Festival 2025[181]
- 2025年7月14日 - Montreux Jazz Festival 2025[267][268]
- 2025年8月2日 - Lollapalooza 2025[184]
- 2025年8月8日 - Outside Lands[185]
- 2025年8月17日 - Billie Eilish: HIT ME HARD AND SOFT: THE TOUR[187]
- 2025年10月11日 -  Austin City Limits Music Festival 2025[269][270]

## 出演

### テレビ
- 藤井風 HELP EVER HURT "COVER" SPECIAL（2020年6月17日、スペースシャワーTV）- 特番
- 報道ステーション（テレビ朝日）
  - 【報ステ特集】藤井風さんコロナ禍で共感…死生観（2020年9月22日）[271]
  - 【報ステ特集】卒業生へ贈る 藤井風さん「♪旅路」（2021年3月1日）[注釈 7]
  - 【報ステ特集】藤井風さん 無観客でも届ける思い（2021年9月6日）
- 新・情報7daysニュースキャスター（2021年9月4日、TBSテレビ）- 特集「藤井風 日産スタジアム生中継ライブに込めた願いは？」
- Fujii Kaze "Free" Live 2021 SPACE SHOWER TV Exclusive Edition（2021年10月9日、スペースシャワーTV）- 特番
- NHK MUSIC SPECIAL（NHK総合）
  - NHK MUSIC SPECIAL「藤井 風 －届け、世界へ－」（2021年10月14日）
  - NHK MUSIC SPECIAL「藤井 風 いざ、世界へ」（2022年12月28日）[272]
  - NHK MUSIC SPECIAL「藤井 風 ～登れ、世界へ～」（2024年10月31日）[160]
  - NHK MUSIC SPECIAL Fujii Kaze ～Climb to the World～（2024年12月29日）[161][注釈 8]
  - NHK MUSIC SPECIAL「藤井 風 ～5年間の軌跡～」（2025年3月20日）[168]
- NHK紅白歌合戦（NHK総合）
  - 第72回NHK紅白歌合戦（2021年12月31日）
  - 第73回NHK紅白歌合戦（2022年12月31日）
  - 第75回NHK紅白歌合戦（2024年12月31日）
- 藤井 風 MUSIC VIDEO SPECIAL -特別解説版-（2022年3月26日、スペースシャワーTV）[273]
- V.I.P. －藤井 風－ LOVE ALL "COVER" ALL SPECIAL（2022年3月26日、スペースシャワーTV）[274]
- 藤井 風テレビ with シソンヌ・ヒコロヒー（テレビ朝日・TELASA）[117][275]
  - 藤井 風テレビ with シソンヌ・ヒコロヒー Disc 1（2022年4月23日）
  - 藤井 風テレビ with シソンヌ・ヒコロヒー Disc 2（2022年4月30日）
- tiny desk concerts JAPAN（2024年3月16日・9月13日、NHK総合）[276][277]
- MUSIC AWARDS JAPAN 2025（2025年5月22日、NHK総合）[174]

### ラジオ
- 藤井風のオールナイトニッポン0 (ZERO)（2019年7月27日[278]・2020年1月11日[279][280]・5月30日[281]、ニッポン放送）
- 藤井風のオールナイトニッポン（2022年3月30日、ニッポン放送）[282][283]
- J-WAVE SELECTION BEHIND THE MUSIC 〜藤井風 × Yaffle〜（2020年10月4日[284][注釈 9]・2022年5月1日[285][注釈 10]、J-WAVE）

### NHK紅白歌合戦出場歴
| 年度   | 放送回 | 回 | 曲目           | 備考                       |
| ------ | ------ | -- | -------------- | -------------------------- |
| 2021年 | 第72回 | 初 | きらり         | 白組出場歌手として追加発表 |
| 2021年 | 第72回 | 初 | 燃えよ         | 白組出場歌手として追加発表 |
| 2022年 | 第73回 | 2  | 死ぬのがいいわ | 白組出場歌手として追加発表 |
| 2024年 | 第75回 | 3  | 満ちてゆく     | ニューヨークから生中継     |

### CM
- Google Pixel 6「STEP CM」（2021年10月24日）

17時57分頃に、民放テレビ5局（フジテレビ→テレビ東京→TBSテレビ→テレビ朝日→日本テレビ）を横断した一夜限りのテレビCM。7th配信シングル「燃えよ」ミュージックビデオ全編をGoogle Pixel 6で撮影したコラボレーション企画。合計2分半に及ぶ映像が、30秒×5本に分割されている。本映像は、公式YouTubeチャンネルにて公開されたミュージックビデオのプロローグとして成立する試み。
- NTTドコモ「docomo future project「KAZE THEATER」篇」（2022年）[291]
- NTTドコモ「docomo future project「すべての才能たちへ」篇」（2023年1月2日・3日、日本テレビ）[292]
- ネイチャーラボ「ランドリン「香れ、人生。」篇」（2023年）※ナレーションのみ[133]
- ネイチャーラボ「ランドリン「香りと記憶」篇」（2024年）※ナレーションのみ[151]
- 日本コカ・コーラ「い・ろ・は・す「きっとあしたも、いい感じ」篇」（2025年）[165][293]

## 関連書籍
- 音楽雑誌「MUSICA」2022年5月号 Vol. 181（2022年4月15日発売、株式会社FACT出版）表紙および巻頭特集（80,000字のロングインタビュー）